# Törpe méh
A törpe méh (Apis florea) a rovarok (Insecta) osztályának a hártyásszárnyúak (Hymenoptera) rendjéhez, ezen belül a méhfélék (Apidae) családjához tartozó faj. A törpe méh törzsfejlődési szintje a nemzetségen belül igen alacsony.

## Előfordulása
Élőhelye Dél-Ázsia, Pakisztán, India, Srí Lanka, Thaiföld, Indokína, Indonézia és részben Palawan. A Közel-Keletre – Omántól Jordániáig – a 2000-es években települt be, valószínűleg Akaba kikötőjében szabadult ki egy teherhajóról. Inváziós terjeszkedését először 2007-ben jelentették Dél-Jordániából és Izraelből. Félő, hogy észak felé terjeszkedve a mezőgazdasági és természetvédelmi területeken a bennszülött méhfajok komoly konkurensévé válhat.
A Fülöp-szigeteken nem ez a faj terjedt el, hanem az indonéziai méh (Apis nigrocincta).

## Megjelenése
A kifejlett méh apró termetű, 6-7 milliméteres. A törpe méh (Apis florea), az indiai méh (Apis cerana) és az óriás méh (Apis dorsata) méret aránya 1,0 : 1,33 : 2,39.
Érdemes összevetni a következő Apis fajok szárnyhosszát (milliméter):
- törpe méh (Apis florea) 6,0-6,9;
- indiai méh (Apis cerana) 7,29-9,02;
- házi méh (Apis mellifera) 7,64-9,70;
- óriás méh (Apis dorsata) 12,5-13,5;
- himalájai méh (Apis laboriosa) 14,2-14,8

Jelentős a dolgozók és az anya méretbeli különbsége. A dolgozók szőrövei téglavörösek. Az egyes szelvényeket fehér szőrövek díszítik. Feje szélesebb a toránál. A fajon belül 3 alfaj jellegű csoport különíthető még el.

## Életmódja
Jellemzően 500 méter magasságig él. Kis fákra épített egyedül álló lépe 13*13 centimétertől 35*74 centiméteres méretig terjedhet. Négyféle méretű sejtet tartalmaz. A 2,7-3,1 milliméteres átmérőjű munkássejtek a mézes sejtek alatt helyezkednek el. Észak-Indiában négyzet-deciméterenként 1190, míg Dél-Indiában 1560 sejt található a lépeken. A 4,2-4,8 milliméteres átmérőjű heresejtek a lép alsó részén találhatók. A legnagyobb sejtek a körte alakú anyabölcsők közel helyezkednek el a lép alsó széléhez.
A mézes sejtek nagyok és mélyek, s a lép úgy néz ki, mintha az egyik oldalra visszahajolna. Ezen a kis egyenes felületen járják táncukat a felderítő méhek.
A méhek tánccal jelzik egymásnak az élelemforrás távolságát és irányát (hasonlóan más fajokhoz), de ezt csak akkor tudják megtenni, ha a napot, vagy a felhőtlen eget látják. Röpülési körzetük körülbelül 400 méter sugarú kör. A törpe méh India és Pakisztán sík területein termesztett növények legfontosabb megporzója.